# Sauveterre-de-Guyenne
Sauveterre-de-Guyenne è un comune francese di 1 861 abitanti situato nel dipartimento della Gironda nella regione della Nuova Aquitania.

## Società

### Evoluzione demografica
Abitanti censiti